# Safari (Automarke)
Safari war eine dänische Automarke.

## Unternehmensgeschichte
Das Unternehmen Compodanbil A/S aus Tranekær stellte während einiger Jahre Automobile her. Der Markenname lautete Safari. Zum Produktionszeitraum gibt es unterschiedliche Angaben: 1978–1979, nur 1982 oder in den 1970er Jahren.

## Fahrzeuge
Das einzige Modell entstand nach einer Lizenz von Gurgel. Dies war ein offener Strandwagen auf VW-Basis.